# Jules Champfleury

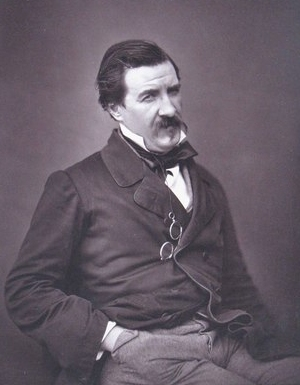
Portret van Jules François Félix Husson (Champfleury) door Nadar omstreeks 1860.

Jules François Félix Husson (Laon, 10 september 1821 - Sèvres, 6 december 1889), ook Fleury en Champfleury genoemd, was een Franse schrijver, journalist en kunstcriticus uit de kring rond Gustave Courbet en Charles Baudelaire. Na zijn periode als journalist specialiseerde hij zich in de faience-kunst en wordt een expert op dat terrein.

## Biografie
Jules François Félix Husson was de zoon van een gemeentesecretaris, Pierre-Antoine Husson-Fleury en een kruidenierster Mélanie-Joséphine Duflot. Hij behoort tot de kleine burgerij en moet zijn opleiding aan het college van Laon (1830-1834) voortijdig stoppen waarschijnlijk omwille van financiële problemen. Hij zal er zich later op beroemen een autodidact te zijn.
Jules Husson vestigde zich voor het eerst in Parijs in 1838 en ging als bediende aan de slag bij de libraire Legrand. In 1841 kocht zijn vader de Journal de l’Aisne waarop Jules terugkeerde naar Laon om als jongste bediende zijn vader te helpen, maar in maart 1843 vestigde hij zich opnieuw in Parijs. Eind 1843, begin 1844 worden twee artikels van zijn hand gepubliceerd in Le Tam-tam onder het pseudoniem Cabrion. Vanaf december 1844 werkt hij ook voor het bekende weekblad L'Artiste onder de directie van Arsène Houssaye. Hij zal voor dat blad blijven werken tot in 1868. Hij leert er bekende mannen kennen zoals Théophile Gautier, Eugène Delacroix en Charles Baudelaire. Vanaf 1846 neemt hij het pseudoniem Champfleury aan om verwisseling met een journalist die schreef voor de Démocratie pacifique te vermijden. Hij publiceerde ook in een satirisch tijdschrift Le Corsaire-Satan.
Vanaf 1844 begint hij ook pantomimes te schrijven voor het théâtre des Funambules met wisselend succes. In 1847 publiceert hij zijn eerste fantaisies, een bundeling van eerder gepubliceerde teksten. Jules was als jong journalist vooral bezig met kunst en literatuur, maar evengoed met historisch onderzoek, vertellingen en overzichten van de werken gepresenteerd op het Parijse salon. Typisch voor hem is wel dat zijn meest subtiele kritieken niet zijn terug te vinden in de verslagen over het Salon of in de beschrijvingen van artiesten, maar in de satirische verhalen en vertellingen. Hij schrijft in de periode van 1844 tot 1860 voor een ganse reeks tijdschriften zoals de Messager de l’Assemblée, Revue de Paris et l’Athenaeum, Le Commerce, La Silhouette, L’Epoque, La Presse,  het Bulletin des Gens de Lettres, de Messager des Théâtres, L’Illustration en nog vele andere. Tussen 1853 en 1857 voerde hij een drukke correspondentie met George Sand, zijn brief aan haar van 2 september 1855 werd onder de titel Le réalisme gepubliceerd in L'Artiste.
Vanaf de jaren 1860 werkt Champfleury stilaan minder als journalist en geeft hij zijn militante verdediging van het realisme meer en meer op. Hij gaat zich toeleggen op zijn onderzoek over de geschiedenis van de faience, de karikatuur en de volksprent.
In 1869 publiceert hij zijn meest bekende werk: Les chats : histoire, moeurs, observations, anecdotes. In dit werk schets hij de geschiedenis van ons huisdier, de kat, vanaf de oudheid via de middeleeuwen tot in zijn tijd. Hij geeft een overzicht van de aanwezigheid van de kat in de beeldende kunsten, de literatuur en de volkstraditie en hij schetst portretten van beroemde kattenliefhebbers zoals Mohammed, Richelieu en Chateaubriand. Het werk werd gepubliceerd bij Jules Rothschild en was geïllustreerd met tekeningen van Delacroix, Viollet-le-Duc, Mérimée, Émile Prisse d'Avesnes, Manet, Gottfried Mind, Edmond Morin, Charles Kreutzberger, Ribot en Hokusai. Het boek was een groot succes bij het brede publiek.
Maar zijn belangrijkste werk uit deze periode is ongetwijfeld zijn Histoire de la caricature gepubliceerd in zes volumes tussen 1865 en 1880. Hij zal in 1888 daar nog een volume aan toevoegen namelijk zijn Le musée secret de la caricature dat de satirische prenten uit Noord-Afrika, het Midden-Oosten en Japan behandelt.
Hij trad in het huwelijk met Marie Pierret, een nicht van Eugène Delacroix in 1867 en in datzelfde jaar ontving hij het Croix d’honneur. In 1872 wordt hij benoemd tot conservator van het Musée des Céramiques de Sèvres van de Manufacture nationale de Sèvres. Hij blijft publiceren tot 1888 en overlijdt op 2 december 1889 in Sèvres.

## Champfleury en het realisme
Dankzij zijn vriend Max Büchon, die hij leert kennen omstreeks 1846 leert hij een aantal schrijvers kennen zoals de Duitse volksdichter Hebel, de Zwitsers Auerbach en Bitzius beter bekend onder zijn pseudoniem Jermias Gotthelf en later ook de Fransen Pierre Dupont een "chansonnier" en Gustave Mathieu eveneens een dichter en chansonnier. De ontdekking van deze volksschrijvers was voor Champfleury de aanleiding om zich in deze materie te verdiepen. In 1851 publiceert hij een aantal artikels over de volkskunst en schrijft hij een serie artikels over de relatie tussen tekst en het visuele waarin alle vormen van kunst aan bod komen. In dit kader maakt hij ook een aantal studies over de karikatuur van in de antieke tijd tot in zijn tijd. Zijn voorkeur voor het realisme was waarschijnlijk voor een deel gebaseerd op zijn interesse voor eenvoudige afbeeldingen in de volkscultuur.
In die periode raakte hij bevriend met Gustave Courbet. Hij wordt de eerste en grootste supporter van Courbet, die volgens hem de realiteit naar waarheid afbeeldt. Die waarheid wordt bereikt door afstand te doen van de "kunst". Maar hij krijgt het in de daaropvolgende jaren wel moeilijk om dan te definiëren wanneer een waarachtig portret van de realiteit een kunstwerk wordt en wanneer niet. Omstreeks 1862 was de relatie met Courbet sterk bekoeld omdat Champfleurie van oordeel was dat het schilderij L'atelier du peintre afbreuk deed aan het realisme zoals hij reeds in 1855 omstandig beschreven had in zijn brief aan George Sand.

## Werken
Hieronder volgt een lijst met de bijzonderste werken van deze auteur, ze is allesbehalve volledig.
- Chien-Caillou, fantaisies d'hiver (Martinon), Pauvre Trompette, fantaisies de printemps , Feu Miette, fantaisies d'été, Martinon, 1847
- Confessions de Sylvius, 1849, in Les Veillées littéraires illustrées, Paris, J. Bry.
- Essai sur la vie el l'oeuvre des Le Nain, peintres laonnois, 1850
- Contes vieux et nouveaux, M. Lévy frères, 1852
- Contes domestiques, V. Lecou, 1852
- Les excentriques, M. Lévy frères, 1852
- Contes de printemps: Les Aventures de Mademoiselle Mariette, V. Lecou, 1853
- Les Oies de Noël, Hachette, 1852
- Contes d’Été. Les Souffrances du professeur Delteil, V. Lecou, 1853
- Contes d’automne. Le Chien des Musiciens, Souvenirs des Funambules, Histoire de Madame d’Aigrizelles, Le Comédien Trianon, Les propos amoureux, Les Gras et les Maigres,  V. Lecou, 1854
- Les Bourgeois de Molinchart, Librairie Nouvelle, 1855.
- Du réalisme. Lettre à Madame Sand, 1855
- Le Réalisme, M. Lévy frères, 1855
- La Succession de Camus, A. Cadot, 1855
- La Mascarade de la vie parisienne, Dubuisson, 1859
- Les Sensations de Josquin, M. Lévy frères, 1859
- Richard Wagner, 1860
- Grandes figures d’hier et d’aujourd’hui : Balzac, Gérard de Nerval, Wagner, Courbet,  Poulet-Malassis & de Broise, 1861
- Le Violon de faïence, Les Enfants du professeur Turck, Hetzel, 1862
- Histoire de la caricature moderne, E. Dentu, 1865
- Nouvelles recherches sur la vie et l'œuvre des frères Le Nain
- Histoire de la caricature antique, E. Dentu, 1865
- Histoire de la caricature moderne, E. Dentu, 1865
- Histoire des Faïences patriotiques sous la Révolution, E. Dentu, 1867
- Les Chats. Histoire, mœurs, observations, anecdotes J. Rothschild, 1870
- Histoire de la caricature au Moyen Âge, E. Dentu, 1870
- Souvenirs et portraits de jeunesse, E. Dentu, 1872
- Histoire de la caricature sous la République, l'Empire et la Restauration, E. Dentu, 1874
- Madame Eugénio, La Sonnette de Monsieur Berloquin, Charpentier, 1874.
- Contes de bonne humeur. Le Secret de M. Ladureau, E. Dentu, 1875
- La Pasquette, Charpentier, 1876
- Contes de bonne humeur. La petite rose. (E. Dentu), 1877
- Henry Monnier, sa vie son œuvre, E. Dentu, 1879
- Histoire de la caricature sous la Réforme et la Ligue. Louis XIII à Louis XVI, E. Dentu, 1880
- Bibliographie céramique, A. Quentin,  1881
- Contes de bonne humeur. Surtout n’oublie pas ton parapluie, E. Dentu, 1881
- Fanny Minoret, E. Dentu, 1882
- Le musée secret de la caricature, E. Dentu, 1888